# Lekkoatletyka na Letnich Igrzyskach Olimpijskich 1988 – bieg na 1500 m kobiet
Bieg na 1500 metrów kobiet podczas XXIV Letnich Igrzysk Olimpijskich w Seulu rozegrano 29 września (eliminacje) i 1 października 1988 (finał) na Stadionie Olimpijskim. Zwyciężczynią została reprezentantka Rumunii Paula Ivan, która w finale ustanowiła rekord olimpijski uzyskując czas 3:53,96.

## Rekordy

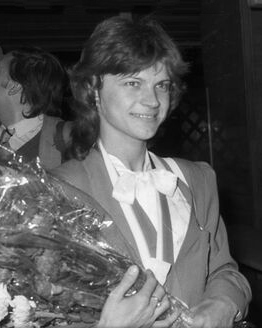
Paula Ivan

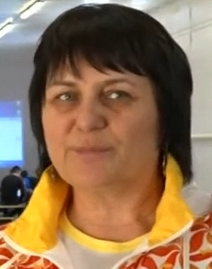
Tetiana Samolenko

|                   | Zawodniczka       | Narodowość | Czas    | Data                  | Miejsce |
| ----------------- | ----------------- | ---------- | ------- | --------------------- | ------- |
| Rekord świata     | Tatjana Kazankina | ZSRR       | 3:52,47 | 13 sierpnia 1980(dts) | Zurych  |
| Rekord olimpijski | Tatjana Kazankina | ZSRR       | 3:56,56 | 1 sierpnia 1980(dts)  | Moskwa  |

## Wyniki
| Poz. - pozycja |
| – rekord świata \| – rekord krajowy \| – rekord życiowy \| = – wyrównany rekord życiowy \| · – najlepszy wynik w sezonie \| = – wyrównany najlepszy wynik w sezonie \| – rekord olimpijski |
| Fn – falstart \| DNF – nie ukończyła \| DNS – nie wystartowała \| DSQ – zdyskwalifikowana                                                                                                  |

### Eliminacje
Rozegrano dwa biegi eliminacyjne. Do finału awansowały po cztery najlepsze zawodniczki z każdego biegu (Q) oraz cztery z najlepszymi czasami spośród pozostałych (q).

#### Bieg 1
| Poz. | Zawodniczka          | Narodowość        | Rezultat | Uwagi |
| ---- | -------------------- | ----------------- | -------- | ----- |
| 1    | Doina Melinte        | Rumunia           | 4:06,87  | Q     |
| 2    | Debbie Bowker        | Kanada            | 4:07,06  | Q     |
| 3    | Tetiana Samolenko    | ZSRR              | 4:07,11  | Q     |
| 4    | Kim Gallagher        | Stany Zjednoczone | 4:07,22  | Q     |
| 5    | Elly van Hulst       | Holandia          | 4:07,40  |       |
| 6    | Kirsty Wade          | Wielka Brytania   | 4:08,37  |       |
| 7    | Lubow Gurina         | ZSRR              | 4:08,59  |       |
| 8    | Angela Chalmers      | Kanada            | 4:08,64  |       |
| 9    | Vera Michallek       | RFN               | 4:10,05  |       |
| 10   | Cornelia Bürki       | Szwajcaria        | 4:10,89  |       |
| 11   | Khin Khin Htwe       | Birma             | 4:20,92  |       |
| 12   | No Hye-sun           | Korea Południowa  | 4:26,05  |       |
| 13   | Daphrose Nyiramutuzo | Rwanda            | 4:32,21  |       |
| 14   | Poloni Avek          | Papua-Nowa Gwinea | 4:46,49  |       |

#### Bieg 2
| Poz. | Zawodniczka          | Narodowość        | Rezultat | Uwagi |
| ---- | -------------------- | ----------------- | -------- | ----- |
| 1    | Paula Ivan           | Rumunia           | 4:03,33  | Q     |
| 2    | Mary Slaney          | Stany Zjednoczone | 4:03,61  | Q     |
| 3    | Andrea Hahmann       | NRD               | 4:03,65  | Q     |
| 4    | Lynn Williams        | Kanada            | 4:04,20  | Q     |
| 5    | Shireen Bailey       | Wielka Brytania   | 4:04,65  | q     |
| 6    | Christina Cahill     | Wielka Brytania   | 4:05,33  | q     |
| 7    | Laimutė Baikauskaitė | ZSRR              | 4:05,74  | q     |
| 8    | Fatima Aouam         | Maroko            | 4:06,87  | q     |
| 9    | Hasiba Bu-l-Marka    | Algieria          | 4:08,33  |       |
| 10   | Susan Sirma          | Kenia             | 4:10,13  |       |
| 11   | Regina Jacobs        | Stany Zjednoczone | 4:18,09  |       |
| 12   | Letitia Vriesde      | Surinam           | 4:19,58  |       |
| 13   | Laverne Bryan        | Antigua i Barbuda | 4:39,73  |       |
| 14   | Rachel Thompson      | Sierra Leone      | 5:31,42  |       |

### Finał
| Poz. | Zawodniczka          | Narodowość        | Rezultat | Uwagi       |
| ---- | -------------------- | ----------------- | -------- | ----------- |
| 1    | Paula Ivan           | Rumunia           | 3:53,96  | [ 1 ] [ 3 ] |
| 2    | Laimutė Baikauskaitė | ZSRR              | 4:00,24  |             |
| 3    | Tetiana Samolenko    | ZSRR              | 4:00,30  |             |
| 4    | Christina Cahill     | Wielka Brytania   | 4:00,64  |             |
| 5    | Lynn Williams        | Kanada            | 4:00,86  |             |
| 6    | Andrea Hahmann       | NRD               | 4:00,96  |             |
| 7    | Shireen Bailey       | Wielka Brytania   | 4:02,32  |             |
| 8    | Mary Slaney          | Stany Zjednoczone | 4:02,09  |             |
| 9    | Doina Melinte        | Rumunia           | 4:02,89  |             |
| 10   | Fatima Aouam         | Maroko            | 4:08,00  |             |
| 11   | Kim Gallagher        | Stany Zjednoczone | 4:16,25  |             |
| 12   | Debbie Bowker        | Kanada            | 4:17,95  |             |